# Zeb Forsfjäll
Zeb Forsfjäll, född 16 januari 2005 i Skellefteå, är en svensk professionell ishockeyspelare som spelar för Skellefteå AIK i SHL. Han är yngre bror till ishockeyspelaren Måns Forsfjäll.

## Klubbar
- Skellefteå AIK J20, J20 Nationell (2021/2022 - 2022/2023)
- Skellefteå AIK, SHL (2022/2023 - )